# کارولین رئا
کارولین رئا (انگلیسی: Caroline Rhea؛ زادهٔ ۱۳ آوریل ۱۹۶۴) یک هنرپیشه اهل کانادا است. وی از سال ۱۹۸۶ میلادی تاکنون مشغول فعالیت بوده‌است.
از فیلم‌ها یا برنامه‌های تلویزیونی که وی در آن نقش داشته است می‌توان به کریسمس در کنار خانواده کرنک، عشق و رقص اشاره کرد.